# Krbeta
Krbeta är ett samhälle i Bosnien och Hercegovina.   Det ligger i distriktet Brčko, i den nordöstra delen av landet, 110 km norr om huvudstaden Sarajevo. Krbeta ligger 133 meter över havet och antalet invånare är 244.
Terrängen runt Krbeta är platt.Närmaste större samhälle är Brčko, 10,7 km nordväst om Krbeta. 
Trakten runt Krbeta består till största delen av jordbruksmark. Runt Krbeta är det ganska tätbefolkat, med 67 invånare per kvadratkilometer.